# Jos Frissen
Hubertus Josephus (Jos) Frissen (Houthem, 3 januari 1892 – Kerkrade, 20 oktober 1982) was een Nederlandse kunstschilder.

## Leven en werk
Frissen was een zoon van Joannes Josephus Frissen, aannemer-metselaar (een onderneming met circa 20 personeelsleden) in Houthem-Sint Gerlach en Anna Maria Martens. Hij schreef zich in 1914 in voor de Antwerpse kunstacademie, maar kon daar vanwege het uitbreken van de Eerste Wereldoorlog niet naartoe. Hij werd als militair gemobiliseerd. Na de oorlog ontwikkelde hij zich als autodidact kunstenaar, naast zijn activiteiten als ondernemer, aanvankelijk in Houthem, later in Valkenburg.
Frissen schilderde met name landschappen, in Limburg en de Ardennen en ook Zuid- Nederlandse folklore in een impressionistische stijl. Hij richtte in 1950 de Valkenburgse Kunstkring 'Henri Jonas' op. Frissen overleed in 1982, op 90-jarige leeftijd.